# Trận Pisidia
Trận Pisidia (còn được biết đến với tên trận chiến Antioch trên dòng Meander, hay trận Alaşehir) là một cuộc đụng độ quân sự gần Pisidia giữa quân đội của Đế quốc Nicaea và Vương quốc Hồi giáo Seljuk Rum. Người Thổ đã nhận một thất bại quyết định dẫn tới việc người Nicaea nắm được quyền bá chủ dải bờ biển Aegean ở Tiểu Á. Sultan Seljuk, Kaykhusraw I, đã bị giết trên chiến trường. Trận chiến diễn ra ở địa điểm mà ngày nay là gần thị trấn hiện đại Yamalak ở quận Kuyucak, tỉnh Aydın.

## Bối cảnh
Sau khi Constantinople bị thất thủ trước các lực lượng của Thập Tự chinh lần thứ Tư (1204) và đế quốc Đông La Mã tan rã, Theodore Laskaris (cai trị 1205-1222) đã tấn phong hoàng đế vào năm 1208 và xây dựng trung tâm quyền lực tại lãnh thổ phía tây của Đông La Mã ở phía tây Anatolia. Chính thể mới này sau đó được biết đến với cái tên Đế quốc Nicaea. Nicaea là một trong hai thế lực chính của người Hy Lạp đã tuyên bố kế thừa di sản của Đông La Mã, cùng với Epirus ở phía tây Hy Lạp. Lúc đầu, Nicaea bị đe dọa ở phía bắc bởi Đế chế Latinh do Thập Tự quân mới thành lập, và ở phía đông thì bị đe dọa bởi vương quốc Hồi giáo Seljuk Rum.
Nền hòa bình mong manh với người Seljuk chấm dứt vào năm 1211, khi cựu hoàng đế Alexios III (cai trị 1195-1203), xuất hiện ở cảng Attaleia. Sự kiện này được ghi chép lại trong các nguồn tư liệu đương đại, chủ yếu từ Ibn al-Athir và Ibn Bibi ở phía Seljuk, và biên niên sử của George Akropolites và Nikephoros Gregoras bên phía La Mã, cũng như nhiều biên niên sử và các bài thuyết giảng nhân danh Theodore Laskaris của Niketas Choniates.
Alexios đã chạy trốn khỏi Constantinople khi quân Thập Tự xuất hiện vào năm 1203, nhưng ông ta vẫn không từ bỏ ngôi vị hợp pháp của mình, và luôn quyết tâm giành lại nó. Trong các năm 1203-1205, ông đã đi lang thang khắp Hy Lạp nhằm tìm kiếm sự ủng hộ của các gia tộc địa phương hùng mạnh trước khi bị bắt giam bởi Boniface của Montferrat, và sau đó được người anh em họ gần là Michael của Epirus chuộc ra năm 1210. Mặc dù Theodore Laskaris là con rể của Alexios, sau khi kết hôn với con gái ông ta là Anna nhưng Alexios dx quyết định tìm kiếm sự trợ giúp của Sultan Kaykhusraw I, người có quan hệ thân thiết với ông (cai trị 1192-1196 và 1205-1211): Alexios đã che chở Kaykhusraw ở Constantinople khi ông này đang phải lưu vong, và George Akropolites còn nói rằng cả hai đã bỏ chạy cùng nhau Constantinople vào năm 1203.
Sultan chào đón Alexios một cách nồng nhiệt, và vì hoàng đế bị lật đổ - sau khi nhắc nhở Sultan về những gì mà ông đã làm cho Sultan trong quá khứ - hứa sẽ tạ ơn hậu hĩnh nếu Sultan giúp ông khôi phục lại được ngai vàng của mình. Kaykhusraw, nhìn thấy việc hỗ trợ Alexios là một cái cớ hoàn hảo để tấn công lãnh thổ Nicaea, đã gửi một sứ giả tới chỗ của Theodore tại Nicaea kêu gọi ông từ bỏ danh hiệu của mình và quy phục hoàng đế hợp pháp. Theodore từ chối trả lời những yêu cầu của Sultan, và Kaykhusraw tập hợp quân đội của mình và xâm chiếm lãnh thổ của Laskaris

## Trận chiến
Quân đội của Kaykhusraw, có cả sự tham gia của Alexios III trong đoàn quân, đã bao vây thành Antioch của vùng Meander, nơi mà Sultan hy vọng sẽ trở thành một căn cứ cho phép ông ta chinh phục hoàn toàn khu vực thung lũng sông Meander. Các sử gia George của Pelagonia trong tác phẩm của mình ước tính con số ở mức 60.000 với người Seljuk, đó rõ ràng là một con số không thể có, và thậm chí con số mà Gregoras đưa ra là 20.000 dường như cũng đã được phóng đại. Tuy nhiên, nó rõ ràng là một lực lượng lớn hơn đáng kể so với quân đội mà Theodore chỉ huy: cả hai Gregoras và Akropolites đặt quân đội Nicaea ở mức 2.000 quân (3.000 theo George của Pelagonia), trong đó 800 là quân đánh thuê Latin và phần còn lại là những người Đông La Mã gốc Hy Lạp. Laskaris đưa quân rời khỏi Nicaea, vòng qua Mysian Olympus và tới được Philadelphia trong vòng mười một ngày. Tại đây, ông nhận được tin rằng Antioch sắp thất thủ nên nhanh chóng đưa quân về phía thị trấn, để lại phần lớn hàng lý phía sau, ngoại trừ một khẩu phần ăn trong vài ngày tới.
Theo Gregoras, Laskaris dự định đánh úp người Thổ khi họ mất cảnh giác bằng cách tiếp cận nhanh chóng, nhưng các nguồn của Akropolites cho rằng người cai trị Nicaea gửi trả lại đại sứ của Kaykhusraw, người mà ông đã mang theo, để thông báo cho chúa thượng của ông ta về sự xuất hiện của viện binh. Sultan đã hoài nghi lúc đầu, nhưng cuối cùng đã từ bỏ cuộc bao vây và tập hợp lực lượng chuẩn bj cho trận chiến. Người Thổ - bị bó hẹp bởi địa thế chật hẹp của thung lũng - đã không thể triển khai toàn bộ lực lượng của mình, nhất là các kỵ binh. Do đó mà Sultan đã quyết định thay về chủ động tấn công, người Thổ sẽ chờ đợi quân Nicaea tấn công trước.  